# Lijst van personages uit Yu-Gi-Oh!
Dit is een lijst van personages uit de manga en animefranchise Yu-Gi-Oh!. De lijst bevat de personages uit de originele manga en de hierop gebaseerde animatieseries en films.

## Yugi Muto/Yami Yugi
Yugi Muto (武藤 遊戯 Mutō Yūgi) is de hoofdpersoon uit de mangaserie Yu-Gi-Oh! en Yu-Gi-Oh! R, evenals de beide animeseries en de film Yu-Gi-Oh! The Movie: Pyramid of Light.
Yugi is een schuchtere en verlegen jongen die lang gepest werd. Hij is ook erg klein voor zijn leeftijd. Maar sinds hij de Millennium Puzzel heeft is alles beter gegaan. Zelfs zijn wens is uitgekomen die hij deed voordat hij de puzzel in elkaar zette, hij wenste echte vrienden. Hij heeft vriendschap gesloten met Joey & Tristan nadat Yugi hen had gered van een man die hen in elkaar wilde slaan. (Joey is een van de jongens die Yugi pestte, hij gooide zelfs een deel van zijn Millennium Puzzel in het water. Nadat Yugi hem had gered is hij in het water gesprongen en heeft het laatste deel van de puzzel teruggegeven). Zijn vriendschap met Téa is verbeterd en het lijkt alsof hij de hele wereld van Games aankan. Maar dat is te danken aan zijn andere kant, Yami Yugi, de geest die in de Millennium Puzzel woont. Sinds Yugi de ware aard kent van Yami Yugi, probeert hij alles te doen om hem te helpen zijn verleden te herinneren.
In het laatste seizoen krijgen we eindelijk Yugi's eigen deck te zien in zijn duel met Yami Yugi, het Silent-deck, bestaande uit een hoop op machines en gadgets gebaseerde monsters die kunnen combineren tot sterkere monsters.
Yugi’s alter ego is Yami no Yugi (闇遊戯 Yami no Yūgi) / Yami Yugi. 
Deze Yugi is in werkelijkheid de geest van een 5000-jaar oude farao. Hij is de meester in games, vooral in Duel Monsters. Er is geen enkel spel dat hij niet onder de knie kan krijgen. De farao heeft 5000 jaar geleden de wereld gered van de duistere kracht (Zorc the dark one), dit door Zorc op te sluiten in de Millennium items en ook zijn eigen geest in de Millennium Puzzle op te sluiten. Als voorzorg heeft hij zijn eigen geheugen gewist. Dit heeft natuurlijk nare gevolgen, nu hij zijn herinneringen nodig heeft om de wereld te redden van allerlei duistere krachten. Want als Yami Yugi teruggaat in zijn herinneringen begint alles weer opnieuw. Dus moet hij Zorc opnieuw verslaan, en die is alleen te verslaan met de naam van de farao (Yami Yugi) en die weet hij dus niet meer. Yami Yugi gebruikt eerst het deck van Yugi’s grootvader. Beetje bij beetje maakt hij daarna zijn eigen deck, het is nogal moeilijk bij te houden, en nog moeilijker om te verkopen omdat het steeds nieuwe kaarten bevat. Zijn kenmerkende kaart is en blijft de Dark Magician. Verder gebruikt hij ook vaak: Curse of Dragon, Black luster soldier, Summoned skull, Catapult turtle en Swords of revealing light (dit zijn er een paar, er zijn er nog meer) Yami Yugi’s echte naam wordt onthuld in de Memory World saga. 
Lange tijd waren Yugi en zijn vrienden zich niet bewust van het feit dat er een tweede persoonlijkheid schuilging in Yugi. Yugi zelf kon zich nooit wat herinneren van de momenten dat zijn alter ego in controle was. De ware toedracht kwam voor het eerst aan het licht toen Bakura de zielen van Yugi en zijn vrienden in hun favoriete kaarten ving, en de farao vervolgens uitdaagde tot een duel. Yugi en zijn vrienden waren toen getuige van het feit dat een Yugi bij hen was, terwijl een andere Yugi duelleerde met Bakura. Yugi en de farao accepteerden al snel elkaars aanwezigheid.
Als Yugi verandert in zijn alter ego, wordt hij wat groter en verandert zijn haarstijl. Ook is zijn stem dan lager. De andere personages lijkt het nooit op te vallen dat Yugi lichamelijk opeens verandert, en vermoedelijk is deze verandering ook alleen gedaan voor de kijker. Alleen zijn verandering in persoonlijkheid wordt door iedereen opgemerkt.
Yugi had een paar gastrollen in de serie Yu-Gi-Oh! GX.

## Hoofdpersonages
- Katsuya Jono-uchi (城之内 克也 Jōnouchi Katsuya) / Joey Wheeler: 
 De beste vriend van Yugi, alhoewel ze het eerst niet echt met elkaar konden vinden. Maar sinds Yugi zichzelf bewezen heeft tegenover Joey en Tristan (en andersom) kan hun vriendschap niet meer stuk. Joey is niet de slimste en heeft soms een nogal opvliegend karakter. Hij leert Duel Monsters van Yugi en zijn opa en hij is er weg van. Hij wringt zich ook in het Duelist Kingdom toernooi, ook al heeft hij bijna geen van ervaring. Zijn vrienden helpen hem op de weg en vooral zijn zusje, Serenity, omdat die het toernooigeld nodig heeft voor haar oogoperatie. Joey wordt tweede en krijgt het geld van Yugi, zodat Serenity's ogen gered kunnen worden. Joey gaat waar Yugi gaat en staat altijd klaar om te helpen, of hij dat nu kan of niet.
Joey gebruikt vooral krijgermonsters (warrior types) in zijn gevechten. Zijn favoriete kaarten zijn: Red Eyes Black Dragon, Flame Swordsman, Jinzo en Time wizard + Baby dragon (Time wizard is ook een gelukskaart en als het lukt wordt Baby dragon veranderd in Thousand dragon). Later voegt hij ook kaarten aan zijn deck toe waarvoor vaak geluk vereist is voor een goede uitkomst.
- Anzu Mazaki (真崎 杏子 Mazaki Anzu) / Téa Gardner: 
 De vriendin van Yugi. Ze kent hem al van kinds af aan en steunt hem nog steeds. Ze houdt van dansen en ze wil later balletdanseres worden. Ze gaat overal mee op avontuur voor emotionele steun en support. Ze duelleert slechts twee keer in de anime. Een keer tegen Mai op het Duellist kingdom en een keer tegen de Big Five in de virtuele wereld. Ook probeert ze zo goed als ze kan Yami Yugi te helpen om zijn verleden te ontrafelen.
- Hiroto Honda (本田 ヒロト Honda Hiroto) / Tristan Taylor: 
 Een goede vriend van Yugi en Joey, die net zoals Téa, overal mee op avontuur gaat. Hij duelleert slechts 1 keer, tegen de Big 5 maar verliest dan. Meestal is hij samen met Téa aan het supporteren. Hij heeft een oogje op Serenity, Joeys jongere zus. Helaas heeft hij daarbij last van concurrentie, Duke devlin is ook verliefd op haar. Ook vecht hij mee in capsule monsters.
- Seto Kaiba (海馬 瀬人 Kaiba Seto): 
 De rivaal van Yugi en hoofd van Kaiba Corp, een bedrijf dat vroeger wapens maakte en nu onder leiding van Kaiba de Duel Disk maakt. Hij is de beste duellist van de wereld, tot Yugi hem van die titel berooft (nadat hij Yugi's opa heeft verslagen en zijn Blue Eyes White Dragon kaart heeft verscheurd). Sindsdien wil hij zijn revanche. Seto gelooft niet in magische krachten, ook al gebeurt het overal rond hem heen. Hij is cynisch en verbitterd. De enige persoon waar Seto echt om geeft is zijn kleine broertje, Mokuba. Hij doet er alles aan om hem vrij te krijgen als hij is ontvoerd. Ook heeft hij soms een goede kant, hij helpt Yugi best vaak. Seto's deck is gebaseerd op de Blue Eyes White Dragon en andere licht-type monsters. Zijn strategie in duels is de tegenstander zo snel mogelijk overrompelen met sterke monsters en zijn Crush Card Virus. Vooral berucht is zijn fusie van de drie Blue Eyes White Dragons (en daarmee de Blue Eyes Ultimate dragon te maken).
Seto is de reïncarnatie van de priester Seto, die we ook terugzien in de geheugenwereld van de farao. In de Virtual saga (met Noah) leren we meer over Seto’s en Mokuba's verleden. Hij en Mokuba verloren jong hun ouders, en belandden in een weeshuis. Veel mensen wilden Seto adopteren, maar niet Mokuba. Als dat het geval was, wilde Seto niet met hen mee. Toen Gozaburo Kaiba in het weeshuis was (hij was schaakkampioen) daagde Seto hem uit, als hij won dan zou hij hem en Mokuba adopteren. Hij won. Gozaburo Kaiba adopteerde ze alleen maar omdat die hoopte dat Seto zijn zoon Noah ertoe zou kunnen aanzetten meer zijn best te doen. Maar toen Noah overleed werd Seto de enige erfgenaam van Gozaburo. Seto spande samen met de Big 5 tegen Gozaburo op en nam Kaiba Corp over. Seto’s naam is afgeleid van de Egyptische god Seth.
- Mokuba Kaiba (海馬 モクバ Kaiba Mokuba): 
 De jongere broer van Seto, die probeert zijn grote broer te helpen waar en wanneer hij maar kan, vooral na het verlies tegen Yugi. Maar hij is vaak het mikpunt van slechteriken die het op Seto gemunt hebben. Zo wordt hij onder andere ontvoerd door Pegasus zijn mensen, zodat Pegasus Kaiba Corp kan overnemen. Hij is veel loyaler dan Seto is en vraagt Yugi regelmatig om hulp. Hij heeft een groot hart en volgt Seto waar hij ook heen gaat. Hij zou alles doen om Seto te kunnen helpen.
- Ryo Bakura (獏良 了 Bakura Ryō) / Bakura: 
 Een klasgenoot van Yugi en zijn vrienden. Hij heeft de Millennium Ring bij zich die hij heeft gekregen van zijn vader die hem gewoon bij een kraampje had gekocht. Wat Bakura niet weet is dat de Millennium Ring een oude Egyptische kwaadaardige geest bevat. Het grootste deel van de tijd wordt zijn lichaam overgenomen door die geest (Yami Bakura), waardoor Bakura zelf zwak van geest is en soms gaten in zijn geheugen heeft.
- Yami no Bakura (闇の獏良) / Yami Bakura: 
 De kwaadaardige kracht achter Bakura. Hij is de slechte geest uit de Millennium Ring en is verbonden met de legendarische Zorc. Hij verzamelt alle Millennium items om Zorc te ontwaken uit zijn slaap, maar hij kan niet op tegen de kracht van de drie de Egyptische god-kaarten. Yami Bakura blijkt de laatste overlevende grafrover te zijn van Kol Elmak, een roversdorp uit het oude Egypte die is afgeslacht om de Millennium items te kunnen maken. Zijn leven is dan ook getekend geweest door wraak en duistere krachten die hem leiden. Bakura's deck is gebaseerd op zombies en Fiends (demonen). In tegenstelling tot Yami Yugi weet hij zijn verleden nog wel.
- Sugoroku Muto (武藤 双六 Mutō Sugoroku) / Solomon Muto: 
 De grootvader van Yugi en een ex-archeoloog. Hij heeft jaren geleden de Millennium Puzzel ontdekt en is blij dat zijn kleinzoon hem eindelijk heeft kunnen oplossen. Nu hij niet meer op schattentocht gaat heeft hij een gamewinkel. Hij had in zijn deck een van de vier legendarische Blue Eyes White Dragons waar hij om de een of andere reden mee verbonden is. Ook had hij alle 5 de kaarten van Exodia the forbidden one. Nadat Kaiba hem in een duel verslagen heeft geeft hij zijn deck aan Yugi. Kaiba heeft zijn Blue Eyes white dragon verscheurd zodat die nooit tegen hem kon worden gebruikt en Weevil Underwood heeft de Exodia kaarten in de oceaan geworpen, op weg naar Duelist Kingdom. Solomons ziel werd gevangengenomen door Pegasus (nadat Yugi net aan van hem verloor in een duel), om Yugi naar Duelist Kingdom te lokken. Solomon heeft de Blue Eyes white dragon gekregen van professor Arthur Hawkins tijdens een archeologische trip, waar beiden in een graf waren opgesloten en ze bijna het loodje legden. Solomon is de reïncarnatie van de Egyptische Shimon Muran, die te zien is in de geheugenwereld van de farao.
- Mai Kujaku (孔雀 舞 Kujaku Mai) / Mai Valentine: 
 Een asociale maar goede duellist met de Harpie Lady als favoriete kaart. Ze raakt uiteindelijk bevriend met Yugi en de anderen. Ook is er een haat-liefderelatie tussen haar en Joey. In het Duelist Kingdom-toernooi haalde ze de halve finale maar verloor die van Yugi. Ze gaf later haar deelnamekaart aan Joey zodat die de halve finales in mocht. In de Battle City saga haalde ze eveneens de finales. Hierin kwam ze tegenover Marik te staan. Ze verloor, en werd door hem voor de rest van de saga naar het schaduwrijk verbannen. Dit maakte haar erg depressief en verbitterd, en een gemakkelijke prooi voor de duistere krachten van Dartz. Ze werd een van Dartz' handlangers, maar Joey kon haar uiteindelijk doen opwaken uit de trance die ze zat, nadat hij zijn eigen ziel daarvoor opofferde. In de Orichalcos-sage wisselt Mai in de Engelse versie ook van stemactrice
Mai gebruikt haar Harpie Lady als dat is ook meteen haar favoriet. In haar deck heeft ze een hele reeks bijbehorende magische kaarten die haar Harpie Lady versterken. Haar sterkste kaart is Harpie's Pet Dragon, in combinatie met de 3 Harpie sisters en nog een andere Harpie kaart. Sinds Battle City gebruikt ze ook Amazonekrijgers.
- Shadi (シャーディー Shādī): 
 De beschermheer van de Millennium items. Hij is een mystiek figuur waarvan niemand echt de oorsprong weet te leggen. Hij test de mensen die "voorbestemd" zijn om een van de Millennium items te bezitten. Maar zoals een echte opzichter kijkt hij toe, handelt hij weinig. Shadi is ook in de geheugenwereld van de farao te zien, onder de naam Shada. Toen al was hij de bezitter van de Millennium sleutel. Als Shada had hij ook de Millennium weegschaal in zijn bezit. Met de Millennium sleutel kan hij in mensen hun ziel kijken en te weten komen hoe ze in elkaar zitten. Alleen in de ziel van Yami Yugi raakte hij in de war, zijn ziel is namelijk een groot labyrint met allemaal verschillende gangen en deuren. Gelukkig helpt Yugi hem als hij op het punt staat voor altijd gevangen te zijn in Yami Yugi's ziel. In die aflevering komt Shadi er ook achter dat Yugi degene is uit de voorspelling.

## Extra personages eerste animatieserie
- Ms. Chono: een lerares op Yugi’s school. Hoewel ze er beeldschoon uitziet, is ze van binnen een kreng dat er niet voor terugdeinst anderen te kleineren. Uiteindelijk had Yugi er genoeg van, en daagde haar uit tot een schaduwspel waarbij ze een puzzel in elkaar moest zetten. Hoe meer ze de puzzel in elkaar zette, des te meer werd haar gezicht zelf een puzzel. Uiteindelijk viel deze puzzel uit elkaar en onthulde haar ware gezicht, dat een weerspiegeling was van haar karakter.
- Hirutani: de leider van een bende tieners. Hij gebruikt geweld en intimidatie om te krijgen wat hij wil.
- Imori (井守) : een student op Yugi’s school die op de hoogte is van Yugi’s geheim. Hij probeerde Yami Yugi’s plaats in te nemen door hem uit te dagen tot een spelletje Dragon Cards. Imori wint het eerst spel tegen de normale Yugi, maar verloor het duel tegen Yami Yugi.

## Extra personages tweede animatieserie

### Duellist Kingdom Saga
- Pegasus J. Crawford (ペガサス・ジェー・クロフォード Pegasasu Jē Kurofōdo) / Maximillion Pegasus: 
 Pegasus staat in de hele wereld bekend als de bedenker van het spel Duel Monsters. In werkelijkheid kwam hij in contact met dit oude spel tijdens een reis naar Egypte waar hij van Shadi het millennium oog kreeg. Hij besloot het spel aan te passen aan de moderne tijd en opnieuw uit te brengen. Pegasus wil alle millennium items bemachtigen in de hoop met hun kracht zijn overleden vrouw Cecelia Pegasus (Japanse naam: Cyndia) weer tot leven te kunnen brengen. Hij gebruikt in zijn duels vaak zogenaamde “toon monsters”, monsters gebaseerd op tekenfilmkarakters die alleen hij bezit. De effecten van deze toons variëren per duel. Hij verliest zijn duel tegen Yugi en wordt vervolgens door Yami Bakura berooft van zijn Millennium oog. Hierna zien we Pegasus een lange tijd niet meer terug. Wel blijkt dat hij bij het maken van Duel Monsters ook de drie Egyptische Godmonsters als kaarten aan het spel toe wilde voegen, maar zo bang was voor hun kracht dat hij ze besloot te laten verstoppen door Ishizu. Pegasus keert weer terug in de Rise of the Dragons Saga. In de manga wordt Pegasus gedood door Yami Bakura en vindt de Rise of the Dragons Saga niet plaats.
- Keith Howard:  ook wel bekend als "Bandit" Keith. Keith is een  duellist die vooral gebruikmaakt van machinemonsters. Hij deed mee aan het Duellist Kingdom toernooi in de hoop Pegasus, die hem ooit vernederend had verslagen, nogmaals uit te kunnen dagen voor een duel. Keith moest in de halve finales tegen Joey duelleren. Hij speelde vals door handige kaarten te verbergen in zijn polsband, maar Joey won desondanks. Toen Keiths valsspelerij aan het licht kwam, wierp Pegasus hem via een valluik in zee.
Keith keerde even kort terug in de Battle City saga. Hierin bleek hij te zijn gevonden door Marik, die hem tot zijn slaaf had gemaakt en hem dwong met Yugi te duelleren voor de millennium puzzel. De macht van Marik over Keith werd verbroken door Yami Bakura, waarna Keith het gebouw uit rende en niet meer terug werd gezien.
- Insector Haga (インセクター羽蛾, Insekutā Haga)/Weevil Underwood: een jonge duellist gespecialiseerd in insecten. Hij gebruikt vaak gemene truucs om zijn duels te winnen. Zo stal hij op weg naar het Duellist Kingdom de Exodiakaarten van Yugi, en gooide ze in zee. Yugi nam wraak door Weevil al bij zijn eerste duel uit te schakelen. Weevil keerde terug in de Battle City saga, alwaar Joey hem versloeg. In de Rise of the Dragons saga werd Weevil een handlanger van Dartz.
- Dinosaur Ryuzaki (ダイナソー竜崎)/Rex Raptor: een duellist gespecialiseerd in dinosaurusmonsters, en een rivaal van Weevil. Hij werd in het Duellist Kingdom-toernooi verslagen door Joey. Hierbij verloor hij tevens zijn Red Eyes Black Dragon (hij had met Joey afgesproken dat ze beide ook een monsterkaart in zouden zetten als prijs). Rex werd even kort gezien in de Battle City saga, waarin hij reeds was verslagen door een andere duellist. In de Rise of the Dragons saga werd Rex een handlanger van Dartz.

### Tussen Saga’s
- Ryuji Otogi (御伽 龍児 Otogi Ryūji) / Duke Devlin:Houder van een grote game-winkel en de creator van Dungeon Dice Monsters. Hij probeerde zijn product te slijten aan I² (Industrial Illusions), het bedrijf van Pegasus. Maar sinds Yugi hem verslagen heeft, krijgt hij geen antwoord meer. Daarom is hij op wraak belust op Yugi. Maar na Yugi hem verslagen heeft en bewezen heeft dat hij de koning der Games is, werd alles opgelost. Hij heeft dan uiteindelijk toch antwoord gekregen van I². Sindsdien is hij een van Yugi's vrienden. Hij is een charmeur in hart en heeft ook een oogje op Serenity, tot grote ergernis van Tristan. Duke speelt ook een rol in de Battle City saga en Virtual Arc. Hierin gebruikt hij een deck met monsterkaarten gelijk aan de monsters die hij in Dungeon Dice Monsters graag gebruikt.
- Rebecca Hopkins / Rebecca Hawkins: Een elfjarig meisje uit Amerika en de jongste duellist champion van de wereld. In de tussen saga is Rebecca op zoek naar Solomon Mutou met het argument dat hij haar Blue Eyes White dragon heeft gestolen. Ze heeft een oogje op Yugi; iets wat Téa niet kan uitstaan.
- Arthur Hopkins / Arthur Hawkins: De grootvader van Rebecca en voormalig houder van een Blue eyes White Dragon kaart voor Solomon Mutou. Die hem aan hem gaf nadat hij zijn leven had gered.(Soloman en Arthur zaten gevangen in een tombe nadat de ingang in elkaar stortte. Ze waren uitgedroogd en besloten door middel van een spelletje duel monsters te beslissen wie het laatste beetje water mocht hebben. Solomon was aan de winnende hand maar gaf op toen Arthur bijna neerviel van de dorst.)

### Battle City en Duel Tower Saga’s
- Shizuka Kawai (川井 静香 Kawai Shizuka) / Serenity Wheeler: 
 Het kleine zusje van Joey. Ze heeft altijd al slecht zicht gehad. De dokters gaven haar niet veel tijd tot ze uiteindelijk compleet blind zou worden, tenzij ze een dure operatie zou ondergaan. Dankzij het prijsgeld dat Joey gekregen had van yugi die gewonnen heeft, heeft ze de operatie doorstaan en kan ze weer zien. Ze was Joeys grootste inspiratie tijdens duels in Duellist Kingdom.
- Ishizu Ishtar (イシズ・イシュタール Ishizu Ishutāru): 
 Een van de bewakers van het graf van de farao. Ze is van een lange lijn van grafbewakers. Normaal zou ze die samen met haar broer Marik en adoptiebroer Odion moeten bewaken, maar Marik ging zijn eigen duistere weg, samen met Odion. Nu probeert ze via de voorspellingen van haar Millennium Halsketting haar broer te overhalen terug te keren en weer goed te worden. Hiervoor stelt ze de oud-Egyptische tabletten tentoon vanuit het graf van de farao, waarop het duel te zien is tussen Yugi en Seto. Ook geeft ze Obelisk de Tormentor aan Seto, zodat hij Battle City organiseert. Ishizu heeft een Engel-deck die ze gebruikt in een duel tegen Seto. Ishizu is de reïncarnatie van de priesteres Isis, die te zien is in de geheugenwereld van de farao.
- Marik Ishtar (マリク・イシュタール Mariku Ishutāru): 
 Marik is de jongere broer van Ishizu en komt eveneens uit een lange lijn van grafbewakers. Als enige zoon van de grafbewaker zou hij zijn vaders taak moeten overnemen. Maar hij wilde helemaal geen grafbewaker worden, hij wilde de wereld in en niet in een ondergronds huis opgesloten te zijn. Hij kreeg tijdens het inwijdingsritueel (wat in de Engelse en Nederlandse nasynchronisatie niet is te zien, alleen de momenten er voor of er na) tatoeages aangebracht op zijn rug die een ritueel uitbeelden waarmee iemand de macht van de Farao kan krijgen. Tijdens dit ritueel ontwikkeld Marik een tweede, kwaadaardige persoonlijkheid die hem meer en meer in zijn macht krijgt. Marik stuurt zijn vader naar het schaduwrijk met de Millennium staf (in een opwelling van zijn duistere zijde nadat hij Odion op de grond vond en zijn vader er naast) (in de Japanse versie vermoordt hij hem) en richt de Rare Hunters-organisatie op om de Egyptische Godkaarten te bemachtigen. Odion, Mariks adoptiebroer, weet hem er lange tijd van te weerhouden te ver te gaan. Maar nadat Odion buiten bewustzijn raakt in zijn duel met Joey komt Mariks kwaadaardige persoonlijkheid geheel naar buiten en verband de goede Marik naar het schaduwrijk. Gelukkig weet de goede Marik met zijn laatste kracht een deel van Téa's ziel over te nemen en zo in leven te kunne blijven. Nadat Yugi deze Yami Marik verslaat in de Battle City-finale komt de goede Marik weer terug. Hij geeft Yugi de Winged Dragon of Ra kaart en de Millennium staf. Tevens toont hij hem het ritueel dat op zijn rug is getatoeëerd, omdat dit ritueel de Farao kan helpen zijn geheugen terug te krijgen.
Yami Mariks deck heeft als thema onsterfelijkheid. Zijn strategie is zijn tegenstanders een langzame nederlaag laten leiden door ze eerst te verzwakken, en dan met de Winged Dragon of Ra de genadeklap te geven. Ook verandert hij elk duel in een schaduw game, waarbij de verliezer zijn ziel kwijtraakt aan het schaduwrijk.
- Rishid (リシド Rishido) / Odion Ishtar: 
 Odion is de adoptiebroer van Marik en Ishizu. Lange tijd leek het erop dat hij de taak van grafbewaker zou krijgen daar de huidige grafbewaker geen zoon had. Nadat Marik werd geboren kreeg Odion de taak hem te beschermen. Toen Marik Odion vertelde dat hij geen grafbewaker wilde worden probeerde hij de vader van Marik te overtuigen om hem grafbewaker te maken, maar zijn vader wilde er niets van weten. Nadat Ishizu en Marik 1 keer naar boven (de echte wereld zeg maar) waren geweest en hun vader erachter kwam strafte hij Odion. Toen Marik zag dat zijn vader zijn stiefbroer strafte werd hij gek van woede (en stuurde zijn vader naar het schaduwrijk met de Millennium staf die hij gepakt had). Pas toen Odion weer wakker werd (hij was bewusteloos of zo iets) en Marik in zijn armen hield en hem troosten werd zijn kwade kant weer zwakker. Odion is ook de enige persoon wie Mariks slechte kant kan onderdrukken. Odion bewijst zijn eeuwige loyaliteit aan Marik door, wanneer Marik wordt ingewijd als grafbewaker, zelf ook een ritueel te ondergaan waarbij hij de helft van zijn gezicht tatoeëert. Odion blijft Marik steunen, ook wanneer deze langzaam het slechte pad op gaat. In de kwartfinales van het Battle City Toernooi doet Odion zich voor als Marik om Yugi en zijn vrienden te misleiden. Hij komt in deze kwartfinales tegenover Joey te staan en gebruikt in dit duel een kopie van de Winged Dragon of Ra kaart. De kaart blijkt echter niet beheersbaar te zijn en in de chaos die ontstaat verliest Odion zijn bewustzijn. Hij komt pas bij tegen het eind van de Duel Tower saga. Hij was alleen in staat om wakker te worden doordat hij wist dat hij de kwade Marik moest tegenhouden om zijn goede kant in leven te houden. Deze wil en loyaliteit gaf hem genoeg kracht om naar de top van de toren te komen.

### Virtual Arc
- Big Five: 
 de Big Five zijn vijf van de hoogste directeuren en managers van KaibaCorp. Oorspronkelijk spanden ze samen met Seto Kaiba tegen Gozaburo. Nadat Kaiba het bedrijf verandert van een militaire wapenfabriek in een computersoftware bedrijf sluiten ze een deal met Pegasus om Kaiba uit de weg te ruimen. In de Legendary Heroes Saga sluiten ze Kaiba op in de virtuele wereld. Nadat Kaiba ontsnapt worden de vijf zelf in deze wereld opgesloten. 
 In de Virtual Arc hebben ze in deze virtuele wereld allemaal de gedaante aangenomen van verschillende duelmonsters en proberen samen met Noah Yugi & co, en vooral Kaiba, te verslaan zodat ze in hun lichamen de virtuele wereld kunnen verlaten. Ze worden een voor een verslagen en vervolgens door Noah in de virtuele wereld achtergelaten. Er kan worden aangenomen dat ze omkomen wanneer de virtuele wereld wordt vernietigd. (Note: dit alles gebeurt alleen in de anime. In de manga worden de Big Five na de Duellist Kingdom saga ontslagen door Kaiba en niet meer teruggezien). De Big Five zijn:
  - Konosuke Oshita (大下 幸之助 Ōshita Kōnosuke) / Gansley
  - Shuzo Otaki (大滝 修三 Ōtaki Shūzō) / Crump
  - Chikuzen Oka (大岡 筑前 Ōka Chikuzen) / Johnson
  - Soichiro Ota (大田 総一郎 Ōta Sōichirō) / Nezbitt
  - Kogoro Daimon (大門 小五郎 Daimon Kogorō) / Leichter
- Gozaburo Kaiba (海馬 剛三郎 Kaiba Gōzaburō): 
 Gozaburo is de adoptievader van Seto en Mokuba en de eerste eigenaar van KaibaCorp. Hij heeft zelf ook een zoon, Noah. Seto versloeg Gozaburo in een spel schaak (waar Gozaburo kampioen in was) toen die het weeshuis bezocht waar hij en Mokuba zaten door zijn techniek te bestuderen (hij speelt vals in de manga). De inzet was dat Gozaburo Seto en Mokuba zou adopteren. Eerst wil Gozaburo dat Kaiba als inspiratiebron dient voor Noah. Wanneer Noah sterft in een ongeluk wordt Seto de enige erfgenaam en laat Gozaburo hem een harde training ondergaan. Nadat Gozaburo wordt verraden door Seto en de Big Five die zijn bedrijf overnemen verdwijnt hij en wordt niet meer gezien (hij pleegt zelfmoord in de manga en Japanse versie van de anime). 
 In de Virtual Arc blijkt dat Gozaburo zijn geest heeft gedigitaliseerd in de virtuele wereld. Hij daagt Kaiba uit tot een duel en Kaiba wint dit. Gozaburo komt om wanneer de virtuele wereld ontploft.
- Noah Kaiba (海馬 乃亜 Kaiba Noa): de echte zoon van Gozaburo en adoptiebroer van Seto en Mokuba. Noah zou Gozaburo’s bedrijf KaibaCorp overnemen. Noah raakte echter dodelijk gewond bij een auto-ongeluk. Om hem te redden downloadde Goazaburo Noahs geest in een supercomputer. Een poosje dacht Gozaburo erover na om Seto als gastlichaam voor Noah te gebruiken, maar uiteindelijk vergat hij hem. In de computer nam Noah langzaam controle over de virtuele wereld. Zes jaar later kaapt hij het luchtschip van Kaiba dat op weg was naar de Duel Tower en dwingt alle aanwezigen zijn virtuele wereld te betreden. Wanneer Noah beseft dat zijn vader, die ook in de virtuele wereld zit, hem slechts heeft gebruikt, gebruikt hij Mokuba’s lichaam om uit de virtuele wereld te ontsnappen en maakt plannen om het fort waar de hoofdcomputer van de virtuele wereld in staat op te blazen. Uiteindelijk, dankzij Mokuba, helpt hij iedereen ontsnappen uit de virtuele wereld en blijft achter om Gozaburo tegen te houden. Noah komt om wanneer het fort en daarmee de virtuele wereld worden vernietigd.

### Rise of the Dragons saga
- Dartz: 
 Dartz was 10 000 jaar geleden de koning van het mythische Atlantis. De inwoners van Atlantis kregen dankzij de mysterieuze Orichalcos-stenen ultieme kennis en macht waardoor Atlantis zelfs geavanceerder werd dan de hedendaagse beschaving. Hier hing echter een prijskaartje aan. De meeste Atlanten, onder wie ook Dartz vrouw, veranderden in monsters. Door de Orichalcos-stenen dacht hij dat de monsters de ware aard waren van zijn volk. Dartz kwam zelf onder invloed van de Orichalcos te staan, wat hem controle gaf over de Grote Leviathan (Orichalcos God in de manga en Japanse versie van de anime). Hiermee wilde hij de "slechte" wereld vernietigen en heropbouwen in de stijl van Atlantis met alleen pure en goede wezens. De leviathan werd verslagen door de drie legendarisch draken (Timaeus, Heramos en Critiques) en een leger Duel monsters. Dartz, erop gebrand de Leviathan weert tot leven te brengen, begon de zielen van mensen te verzamelen. Toen hij 5000 jaar geleden zag hoe Farao Atem de Duelmonsters kon beheersen, wist hij zeker dat zijn plan zou lukken. Wanneer Dartz ontdekt dat de Farao is teruggekeerd stuurt hij zijn drie “Swordsman” om de Egyptische Godkaarten te stelen. Yugi, Joey en Kaiba krijgen elk een van de Legendarische Draken in hun deck (nadat ze deze in de wereld van de duel monsters hebben bevrijdt) om Dartz te bevechten. Uiteindelijk verslaat Yami Yugi Dartz, maar Dartz gebruikt zijn eigen ziel om de Leviathan te doen herrijzen. Nadat de drie Egyptische Goden de Leviathan verslaan, wordt Dartz weer zichzelf en wordt hij herenigd met zijn vader en kind.
- Rafael: 
 Rafael is een van drie “swordsmannen” van Dartz. Hij verloor zijn gehele familie in een bootongeluk (veroorzaakt door Dartz). Hij raakt in de war en dartz komt naar hem toe. Hij weet Rafael om te praten en hij sluit zich bij Dartz aan. Rafael wordt gezien als de gevaarlijkste van de drie swordsmannen.
- Valon:
 Een van Dartz drie swordsmannen. Net als Rafael is hij gekozen door Dartz. Als Mai zich bij hen aansluit en haar duel tegen Joey lijkt te verliezen grijpt hij in. Ook probeert hij haar te helpen, alleen wil zij daar niets van weten. Als hij zijn laatste gevecht verliest tegen Joey vraagt hij aan hem of hij nu wil zorgen voor Mai. Pas dan heeft Mai spijt van haar gedrag.
- Amelda / Alister:
 De derde van Dartz z'n drie swordsmannen. Hij doet alsof hij Pegasus is in zijn eerste duel tegen Kaiba en hij gebruikt het deck van Pegasus. Dit doet hij omdat Pegasus Kaiba al eens eerder verslagen had. Uiteindelijk laat hij toch zijn ware gezicht zien. Alister haat Seto omdat zijn broertje is omgekomen in een oorlog toen een door KaibaCorp (toen nog een militaire fabriek) geleverde tank ontplofte (in de Engelse nasynchronisatie had KaibaCorp het land waar zij woonden gekocht en was Allisters broertje gevangen). In werkelijkheid was het Dartz die de tank opblies en hem liet geloven dat het de vader van Kaiba was.

### Kaiba corp Grand Prix
- Sieg Loyd / Zigfried Loyd: Halvefinalist in het toernooi die het op moet nemen tegen Leon Wilson. Voordat het duel begint, valt Kaiba nog net op tijd binnen om te vertellen dat zijn echte naam Siegfried von Schroeder is van de Schroeder Corporation (de rivaal van Kaiba Crops). Zigfried wordt hierbij gediskwalificeerd van het toernooi en hierdoor wint Leon Wilson automatisch. Zigfried zegt dat Kiaba bang is dat als hij de nieuwe King of games wordt hij nooit de titel zou terugwinnen, waarna Kaiba hem uitdaagt tot een duel (als Zigfried wint blijft hij in het toernooi). In het duel wordt duidelijk gemaakt dat Kaiba Zigfrieds holografische duel-monsters technologie zou hebben gestolen, waarop Kaiba zegt dat hij nog nooit iets heeft gestolen in zijn hele leven. Zigfried was gewoon altijd te laat zegt Kaiba. Kaiba wint het duel en de finale kan beginnen. (Kaiba laat Zigfried alleen niet uit het park verwijderen zodat Zigfried kan zien wat hij zou missen anders. Kaiba doet dit puur om hem te kwellen). Tijdens de finale blijkt dat Leon Wilson eigenlijk het kleinere broertje is van Zigfried.
- Leon Wilson / Leon Wilson: Finalist van de Kaiba Corp Garand Prix en het kleinere broertje van Zigfried von Schroeder. In het duel doet Leon heel raar, het was zijn droom om tegen Yugi te vechten maar het lijkt alsof hij er niet eens van geniet. Pas later blijkt dat Leon vecht om de eer van hun corps te redden en hij hoopt door te winnen zijn familie (en zijn broer) trots te maken omdat ze nooit naar hem keken, alleen maar naar zijn grote broer. Voor het laatste duel begint krijgt Leon van zijn broer een kaart genaamd Strombergs castle. (deze kaart is eigenlijk verboden om gespeeld te worden in een duel en een duel-disks zou deze kaart moeten weigeren, maar aan het begin van de saga had Zigfried in het dueldisk systeem gehackt en het zo mogelijk gemaakt om de kaart legaal te krijgen. Zigfried heeft ook nog een aantal speciale effecten aan de kaart toegevoegd wat het bijna onmogelijk maakte de kaart te vernietigen. (De kaart zijn effecten zijn: het verspreiden van een virus in het computerprogramma van Kaiba crop, het kasteel is niet te vernietigen met aanvallen of magic/trap kaarten en ook niet door op te geven en de tegenstander moet de helft van zijn deck wegdoen, als offer om de kaart op het veld te houden). Leon die niet wist wat zijn broer van plan was, wil zich overgeven waarop (Yami) Yugi zegt dat hij zijn droom om tegen hem te vechten niet mag opgeven en door moet gaan. Leon verliest en door een extra beveiliging van Kaiba zijn alle bestanddelen nog gewoon in de computer. Leon zijn deck bestaat vooral uit Fairy-Tale (sprookjes figuren) kaarten die bijna allemaal een speciaal effect hebben. Wanneer (Yami) Yugi zijn dark magician girl speelde vond Leon dat geweldig. De reden waarom Leon zo van sprookjes figuren houd is omdat hij vroeger vaak alleen was omdat zijn grote broer werd opgeleid om het bedrijf over te nemen. Om de tijd te doden ging hij sprookjes lezen. De personages uit de boeken werden zijn vrienden en toen hij Duel monsters ontdekten en erachter kwam dat Pegasus sprookjesfiguurkaarten had gemaakt, ging hij die verzamelen)
- Vivian Wong / Vivian Wong: Duelist/Actrice/Kungfu expert en deelneemster aan de Kaiba Corp Grand Prix. Vivian haar doel van het toernooi is het bereiken van de titel The King Of Games en het verleiden van Yugi zodat zij samen het sterkste duel-koppel van de wereld zullen zijn. Alleen verliest Vivian haar eerste duel al van Rebecca Hawkins. Beide (Vivian en Rebecca, zijn verliefd op Yugi en vechten in hun duel ook de hele tijd om zijn aandacht) 
 Nadat Vivian verloren heeft besluit ze haar eigen toernooi te starten met de hulp van Yugi's grootvader te "ontvoeren" uit het ziekenhuis. (hij was naar het ziekenhuis gebracht nadat hij door zijn rug was gegaan. Vivian had hem door middel van Ninjitshu oplapt). Als Yugi en zijn vrienden in een chinees restaurant zijn daagt ze Yugi uit tot een duel waarbij Yugi eerst weigert. Vivian manipuleert Yugi door Yugi's grootvader weer in zijn oude staat terug te brengen (met een pijnlijke rug, hij is amper in staat om zich te bewegen). 
 Als Yugi wint dan maakt Vivian Yugi's opa weer beter, maar als hij verliest moet hij op een date met Vivian en verliest ook zijn titel. Yugi wint uiteindelijk. Het hele duel is illegaal, maar Vivian laat Yugi geen andere keus dan te accepteren.

In deze saga komen twee personages voor die al een paar keer in voorafgaande saga's zijn voorgekomen, Rebecca Hawkins en haar opa (Arthur Hawkins).

### Memory World saga
- Zorc Necrophades / Zorc The Dark One:
 Zorc is het wezen dat Yami Bakura wil oproepen en zo de wereld wil veroveren. Zorc is alleen op te roepen door alle 7 millennium items samen te brengen in het tablet waarin ze gemaakt zijn. Zorc is de heerser van de schaduwen en de duisternis. Hij is de laatste vijand van Yami Yugi (de farao) in de Memory world saga. Zorc is gemaakt van pure duisternis (in de Engelse nasynchronisatie is hij zelfs de schepper van het schaduwrijk). Hij is ontstaan toen de millennium items werden gemaakt, waarvoor een heel dorp werd uitgemoord op 1 jongen na. Die jongen is Yami Bakura. De geesten van de mensen die vermoord zijn wilde het leven van de farao nemen. Dan verschijnt de vorige farao (de vader van Yami Yugi en de farao die toestemming gaf om de millennium items te maken) en beschermt Yami Yugi door de geesten mee te nemen. Voor Zorc wordt opgeroepen is er een groot duel tussen de farao en zijn priesters en Yami Bakura. In dat gevecht offert Shadi zichzelf op. Zorc is misschien nog wel sterker dan de Great Leviathan, hij versteent de 3 Egyptische goden. Hij verslaat ook Seto's Blue Eyes Ultimate Dragon. Hij is alleen te verslaan als de farao zijn naam weet, alleen niemand noemt hem bij zijn naam. Het is de taak van Yugi en zijn vrienden om de naam te vinden. Alleen Bakura heeft Tristans lichaam overgenomen en bestuurd hem. Na lang zoeken en veel gevaar hebben ze de farao's naam gevonden. Er echter een probleem, ze kunnen het niet lezen. Maar gelukkig weet Téa een oplossing en wordt Zorc the dark one verslagen. Wanneer ze teug naar de toekomst gaan is Yami Bakura verslagen en is Bakura eindelijk vrij dan de kwaadaardige geest van de millennium ring.
- Mana / Mana:
 Ze is een goede vriendin van de farao in het oude Egypte, ze noemt de farao steeds prins omdat ze dat gewend is om te zeggen. Ze leert magie van Mahad, een hoge priester, drager van de Millennium Ring en een heel machtige magiër. Mana is soms best snel bang en huilt bij sommige mislukte magie pogingen, maar ze helpt de farao altijd wanneer ze kan. Ze is ook de Dark Magician Girl, die kan ze oproepen door middel van haar magie.
- Mahado / Mahad:
 Een goede vriend van de Farao en de drager van de Millennium ring. Een van zijn (vele) leerlingen is Mana, een getalenteerde magiër. Mahad is (zeggen ze) de krachtigste magiër die er te vinden is. Hij was zelfs zo krachtig dat hij een deel van zijn kracht moest opsluiten, die extra kracht gebruikt hij bij het gevecht tegen Thief King Bakura. Mahad verliest zijn ziel als hij een schaduw spel van Thief King Bakura verliest. Met de laatste kracht die hij heeft weet hij zich samen te voegen met zijn meest favoriete monster en wordt zo de Dark Magician. Zoals alle verloren zielen komt ook zijn ziel in een steen. Als iemands ziel is gevangen in een steen, dan kan de farao dat monster oproepen wanneer hij wil in een gevecht. Mahad werd de Dark Magician zodat hij de Farao altijd zou kunnen dienen en hij werd dan ook de loyaalste dienaar van de farao.

## Extra personages in films
- Shōgo Aoyama (青山翔吾 Aoyama Shōgo): een personage uit de film Yu-Gi-Oh!. Hij is de buurjongen van Yugi, en heeft ongeveer de leeftijd van Mokuba. Zijn favoriete kaart is de Red Eyes Black Dragon.
- Anubis: de schurk uit de film Yu-Gi-Oh! The Movie: Pyramid of Light. Hij was in het oud Egypte al de vijand van de farao, en wil nu wraak op Yami Yugi. Hij bezit de kaarten Andro Sphinx en Sphinx Teleia, die hij kan laten fuseren tot Theinen the Great Sphinx. In de Japanse versie wil Anubis de koning van het licht (Kaiba) de koning van de duisternis (Yugi) laten verslaan om zo de koning van de vernietiging te doen herrijzen.